# Bottleworks
De N.V. Bottleworks was een flessenfabriek die zich omstreeks 1850 vestigde te Zwijndrecht. De fabriek was gelegen aan de Oude Maas.
Ze bouwde voort op de traditie van de glashutten: glasfabrieken die al sinds de 17e eeuw in Zwijndrecht aanwezig waren. Oorspronkelijk werden de flessen handmatig vervaardigd. In 1911 werd een machinale flessenfabriek gebouwd. Deze ging uiteindelijk over van stoomkracht op elektriciteit.
De glasovens werden met steenkool gestookt, waartoe duizenden ton steenkool per jaar nodig waren. Daarnaast werd stookolie gebruikt.
De fabriek heeft bestaan tot 1938. Toen werd ze overgenomen door de Vereenigde Glasfabrieken, die de productie naar Schiedam verplaatste.